# 木村三郎 (美術史家)
木村 三郎（きむら さぶろう、1948年 - ）は、近世西洋美術史を専門とする、日本の美術史家、元日本大学芸術学部教授、金沢美術工芸大学客員教授。

## 来歴
東京都生まれ。東京大学文学部仏文科を卒業し、同大学院で美術史専攻前期課程を修了した後、フランス政府給費留学生として留学し、1981年にパリ第4大学で博士課程を修了して文学博士号を取得した。
ニコラ・プッサンや17世紀フランス絵画について研究業績を上げ、1991年に放送大学助教授となり、1992年には日本大学芸術学部教授に転じた。1995年4月から9月 にかけてコレージュ・ド・フランス招聘客員研究員となり、1999年9月から2000年3月にかけてはイリノイ大学交換教授となった。 2018年に日本大学を退職し、その後、日本大学研究員、金沢美術工芸大学客員教授となっている。
この間、国立西洋美術館美術作品購入選考委員会委員や、静岡県立美術館・美術品の選定に係わる臨時委員等も歴任した。

## おもな著書
- 名画を読み解くアトリビュート、淡交社、2002年
- 旅の書物／旅する書物、慶應義塾大学出版会、2015年
- フランス近代の図像学、中央公論美術出版、2018年